# Xylophanes turbata
Xylophanes turbata är en fjärilsart som beskrevs av Edwards 1887. Xylophanes turbata ingår i släktet Xylophanes och familjen svärmare. Inga underarter finns listade i Catalogue of Life.